# Alevino
Alevino ou alevim são os peixes juvenis, recém-eclodidos dos ovos e que já reabsorveram o saco vitelino ou, no caso dos ovovivíparos, como os lebistes, logo após o nascimento.
Os alevinos são importantes em aquariofilia e em piscicultura, havendo estabelecimentos que os produzem em grandes quantidades, para venda aos aquariófilos ou piscicultores. Os alevinos necessitam de uma alimentação rica em nutrientes e em gordura. O crescimento dos alevinos é bastante influenciado pela troca parcial da água (TPA), que deve ser feita regularmente. As TPA são feitas retirando 20% a 30% da água do aquário com um sifão e preenchendo com água nova, sem cloro. 

## Tipologia
1 - Tipos de alevinos:
Temos em sua maioria, os alevinos que nascem através da eclosão de ovos ou óvulos (ovíparo) que tem sua postura pela fêmea grávida em folhas das plantas do aquário, em troncos e também nas pedras do substrato. Outro tipo de alevino é o que nasce diretamente da fêmea, são os chamados ovovíparos, este tipo de alevinos tem os óvulos incubados no ventre da mãe, sendo os alevinos expelidos já nadando normalmente e tendo a forma física dos pais.
2 - Aquário para criação de alevinos:
O ideal é que seja um aquário já com a água estabilizada, com filtro, termostato e aquecedor, iluminação bem fraca (isto fará com que os alevinos não se estressem), sem substrato, plantas e enfeites. Um aquário nestas condições irá facilitar manejo, a manutenção e a observação atenta dos alevinos.
3 - Cuidados a tomar:
Fazer a manutenção da água (troca parciais) após uma semana da instalação dos alevinos, tendo o cuidado em usar uma água descansada e com a temperatura igual a do aquário, isto é muito importante pois uma queda ou aumento de 2º C na temperatura da água pode causar um choque térmico. Cuidar da higiene do aquário, nunca deixando restos de comida que não tenha sido consumida no fundo do aquário. Lavar bem as mãos ao manusear a água ou alimentos. Retirar imediatamente qualquer alevino morto do aquário.
4 - Alimentação:
Este item é o que causa maiores preocupações aos novatos, pois na maioria das vezes se esquecem de pesquisar e providenciar a alimentação dos alevinos, vindo a pensar nisto depois do acasalamento e reprodução dos mesmos. Os alevinos normalmente nascem com um saco de alimento grudado em seu abdome, este saco é chamado de "saco vitelino", que irá alimentar os alevinos entre os primeiros três a cinco dias de nascimento, após este período, o aquarista deve oferecer alimentos aos mesmos. O tipo de alimentos deve ser de acordo com o tipo de alevino e suas preferências. Existem no mercado diversas rações apropriadas para alevinos, porém nós vamos falar em rações caseiras, que são mais baratas e naturais. Um outro fator importante é quanto ao tamanho dos alevinos, onde o alevino muito pequeno, tem a boca diminuta, portanto o alimento também deverá ser diminuto (infusórios por exemplo|), o alevino médio e o grande. Cada espécie tem suas indicações de tratamento para alevinos, uns em poucos dias já podemos oferecer alimentos iguais ao dos adultos, outros levam mais tempo, o melhor a fazer é pesquisar sobre a espécie que está sendo reproduzida, providenciar a alimentação e só depois pensar na reprodução.